# 페니 팩스
페니 팩스(Penny Pax, 1989년 2월 18일 ~ )는 미국의 포르노 배우, 모델이다. 2016 AVN상 여우주연상 수상자이다.